# Haakon Lie
Haakon Lie född 29 februari 1884 i Fyresdal, död 1970 i Lillehammer, var en norsk författare.
Han var son till bonden, läraren och författaren John Lie (1846-1916), han studerade vid Norges landbrukshøgskole och har därefter arbetat som skogsförvaltare och lärare vid Storhove landbruksskole.
Lies första fackböcker kom under hans år som lärare och omfattar titlar som Skogbrukets driftslære och Skogens fugler og insekter, lærebok for skogskolene. Båda kom i flera utgåvor. Han skrev också nationalekonomiska pamfletter om skogspolitiken, och om naturskydd:  Skogens nationaløkonomiske betydning  (1916), Fjeldskogen (1925) och Ormtjernkampen villmark (1961).
Hans första barnbok var Ekorngutten (1928), och han skrev efterhand 8 barnböcker. Han fick Kultur- och kyrkodepartementets priser för barn- och ungdomslitteratur för tre av böckerna: Villmark og villdyr (1949), Vegen til eventyret (1960) och I villdyrskog (1961).
Hans övriga författarskap omfattar romaner och dikter. Lie växlade mellan att skriva på bokmål och nynorska, och utgav ofta parallellutgåvor.
Lie var också den som lanserade idén om Birkebeinerrennet som ett historiemotiverat längdskidlopp. Detta gjorde han i en tidningsartikel 1930.